# Радиш, Марина Ивановна
Мари́на Ива́новна Ра́диш (рум. Marina Radiș; род. 2 февраля 1982, с. Казаклия, р-н Чадыр-Лунга, Молдавская ССР, СССР) — молдавская певица (сопрано).

## Биография
Начинала как артистка самодеятельности. В 11 лет победила на конкурсе гагаузской народной песни в Чадыр-Лунге, в 18 лет была удостоена гран-при на ежегодном конкурсе гагаузской песни «Гагауз Сеси»; неоднократно становилась лауреатом конкурса патриотической песни «Виктория» в Кишинёве. В 2000 г., несмотря на отсутствие среднего специального музыкального образования, была зачислена на отделение академического вокала Академии музыки, театра и изобразительных искусств в Кишинёве (класс И. Кваснюка). Большое влияние в дальнейшем на Марину оказал класс оперного пения Светланы Поповой. В 2003 году стала лауреатом Международного конкурса вокалистов имени Х. Дэркле в городе Брэила.
В 2005 году дебютировала в партии Виолетты («Травиата» Верди) на сцене Национального театра оперы и балета Молдавии. Пела на кишинёвской сцене партии Микаэлы («Кармен» Бизе), донны Анны («Дон Жуан» Моцарта) и др. Неоднократно гастролировала в России, в том числе в рамках Дней культуры Молдовы, по поводу которых заявила, что «это маленький шаг к приближению наших народов и, может, это маленький шаг к большому толчку для будущего». Выступала также в Казахстане, Германии, Швейцарии.

## Конкурсы и фестивали

### Конкурсы
- 2003 — Международный конкурс вокалистов «Hariclea Darclee», Брэила, Румыния — лауреат
- 2005 — Международный конкурс вокалистов «Alexandrovski», Минск, Беларусь — дипломант
- 2006 — Международный оперный конкурс Елены Образцовой, Москва, Россия — дипломант
- 2007 — Международный оперный конкурс «Мадам Баттерфляй», Кишинев, Молдова — лауреат

### Фестивали
- 2006 — Дельфийские игры, Астана, Казахстан
- 2008 — Фестиваль «10 лет Астане», Казахстан
- 2008 — Фестиваль «Turksoy — Dais of Opera», Мерсин, Турция, Гирне, Кипр
- 2008 — Фестиваль «Turksoy-15», Анкара, Турция
- 2008 — IV международный музыкальный фестиваль «Опералия-2008» — Астана, Казахстан
- 2009 — Фестиваль «Turksoy-Dais Opera», Стамбул, Турция
- 2011 — Всероссийский открытый рок фестиваль «Сафоний», Россия, Смоленская обл., г. Сафоново

## Репертуар

### оперы
Ж. Бизе «Кармен» — Микаэла, Мерседес
Дж. Верди «Набукко» — Анна
Дж. Верди «Травиата» — Виолетта
Дж. Верди «Риголетто» — Джильда
Г.Доницетти «Дон Паскуале» — Норина
Г.Доницетти «Любовный напиток» — Адина
Г.Доницетти «Лючия ди Ламмермур» — Лючия
В. А. Моцарт «Дон Жуан» — Донна Анна
В. А. Моцарт «Свадьба Фигаро» — Графиня, Сюзанна
Н.Римский-Корсаков «Царская невеста» — Марфа
Дж. Пуччини «Богема» — Мими
П.Чайковский «Евгений Онегин» — Татьяна

### вокально-симфонические произведения
Г. Ф. Гендель «Мессия»
В. А. Моцарт «Глория»
В.Чолак «Реквием»